# White Sister
White Sister – amerykański zespół rockowy, funkcjonujący w latach 1980–1987 oraz 2008–2009.

## Historia
Zespół został założony w 1980 roku w Burbank. Założycielami byli: Gary Brandon (wokal, instrumenty klawiszowe), Dennis Churchill-Dries (wokal, bas), Rick Chadock (gitara) i Gus Moratinos (perkusja), przy czym już rok później *Moratinosa zastąpił Richard Wright. Początkowo funkcjonował jako Sister i grał muzykę metalową, następnie zmieniono nazwę na White Sister, pochodzącą od jednej z piosenek Toto. Muzycy grupy przypadkowo natknęli się na byłego klawiszowca zespołu Angel, Gregga Giuffrię. Giuffria zgodził się pomóc wyprodukować demo, ponadto pośredniczył w podpisaniu kontraktu z EMI. W 1984 roku ukazał się album pt. White Sister, który nie odniósł sukcesu komercyjnego. EMI zerwał kontrakt z White Sister po tym, gdy grupa odmówiła zmiany nazwy, mającej na celu uniknięcie pomylenia z Twisted Sister. W 1986 roku ukazał się album Fashion with Passion. W 1987 roku zespół rozpadł się. W 1991 roku trzech dawnych członków White Sister założyło zespół heavymetalowy Tattoo Rodeo, który nagrał album Rode Hard Put Away Wet, wydany przez Atlantic Records.
Piosenki zespołu pojawiały się w takich filmach, jak Postrach nocy, Killer Party, Deskorolki i Halloween 5: Zemsta Michaela Myersa.
W 2006 roku zmarł Wright. Grupa zjednoczyła się w latach 2008–2009, aby udzielić kilku koncertów. W 2010 roku podjęto dyskusję na temat nowego materiału, jednak Churchill-Dries argumentował, że członkowie zespołu są zbyt zajęci innymi projektami i życiem prywatnym. W 2012 roku na raka zmarł Rick Chadock.

## Skład zespołu
- Dennis Churchill-Dries – wokal, gitara basowa (1980–1987, 2008–2009)
- Gary Brandon – wokal, instrumenty klawiszowe (1980–1987, 2008–2009)
- Rick Chadock – gitara (1980–1987, 2008–2009)
- Gus Moratinos – perkusja (1980–1981)
- Richard Wright – perkusja (1981–1987)
- Jason Montgomery – perkusja (2008–2009)

## Dyskografia
- White Sister (1984)
- Fashion with Passion (1986)